# Торошков потік
Торошков потік (словац. Toroškov potok) — річка; ліва притока Ореховського потоку, протікає в окрузі Собранці.
Довжина приблизно 9,1—9,2 км. Витік знаходиться в масиві Петровське підгір'я; схил гори Дубравка — на висоті приблизно 320 метрів. 
Протікає територією сіл Гусак; Крчава і Сейков.. Впадає в Ореховський потік на висоті приблизно 111 метрів.